# Axel Gadolin
Axel Gadolin (Somero, Turku y Pori, 24 de junio de 1828 - San Petersburgo, 27 de diciembre de 1892) fue un minerálogo finlandés. Fue nieto de Jakob Gadolin, sobrino de Gustaf y Johan Gadolin y padre de Alexander Gadolin.
Después de formarse en la Escuela de Cadetes de Finlandia, en 1847 ejerció como teniente segundo (fänrik) en la Artillería rusa. En 1856 fue director de la Escuela de Artillería Técnica de San Petersburgo y en 1867 profesor de la Academia Mijailovski de Artillería. El mismo año, fue nombrado inspector de arsenales. En 1871, fue nombrado caballero (nobleza) y cinco años después fue ascendido a teniente general. Desde su cátedra, Gadolin se licenció en 1878 como emérito.
Gadolin compaginó su carrera militar con una notable carrera científica en mineralogía y ciencias de la artillería. Entre sus publicaciones sobre mineralogía, destaca Mémoire sur la déduction d'un seul principe de tous les systèmes cristallographiques («Memoria sobre la deducción de un solo principio de todos los sistemas cristalográficos», 1867), que fue traducida al alemán e incluida en los Klassiker der exakten Wissenschaften («Clásicos de las Ciencias Exactas») de Wilhelm Ostwald, obra publicada en 1896.

## Obra

### Algunas publicaciones
- Mémoire sur la déduction d'un seul principe de tous les systémes cristallographiques avec leurs subdivisions; In Acta Societatis Scientiarum Fennicae, 9, 1-71

- Beobachtungen über einige Mineralien aus Pitkäranta, (Tratado sobre la derivación de todos los sistemas cristalográficos, con sus subdivisiones de un solo principio) 1856, p. 173–196

- Geognostische Beschreibung der Insel Pusu (Pusun-saari) im Ladoga-See. Verhandlungen der Russisch-Kaiserlichen Mineralogischen Gesellschaft zu St.-Petersburg. (1857-1858) St.-Petersburg 1858, p. 68–84.

- Geognostische Skizze der Umgebungen von Kronoborg und Tervus am Ladoga-See. Verhandlungen der Russisch-Kaiserlichen Mineralogischen Gesellschaft zu St.-Petersburg. (1857-1858) St.-Petersburg 1858, p. 85–96

- Eine einfache Methode zur Bestimmung des specifischen Gewichtes der Mineralien (enlace roto disponible en Internet Archive; véase el historial, la primera versión y la última).[1]

- Abhandlung über die Herleitung aller krystallographischer Systeme mit ihren Unterabtheilungen aus einem einzigen Prinzipe (1867). Deutsch herausgegeben von Paul Heinrich von Groth. Ostwalds Klassiker Nr. 75, Leipzig 1896,